# 陈果仁谋杀案
陈果仁（英語：Vincent Jen Chin，1955年5月18日－1982年6月19日）是美国一名美籍华裔制图员，被克莱斯勒工厂主管罗纳德·埃本斯和他的继子、失业工人迈克尔·尼兹（Michael Nitz）两名白人殴打致死。
在密歇根州海兰帕克的一家脱衣舞俱乐部内发生争执后，埃本斯与尼兹袭击了陈果仁。当时，陈果仁正和他的朋友正在那里举行单身派对以庆祝他即将到来的婚礼。埃本斯和尼兹声称他们袭击陈果仁是因为他的日本血统，而据在场人证实，埃本斯和尼兹在殴打的过程中使用了种族歧视词语。尽管事后证明陈果仁是华裔，但是埃本斯和尼兹却将他们的作案动机归咎于日本汽车工业的成功。当时的底特律大都會區是全美对亚裔最为仇恨的种族主义火药桶，特别是日本汽车工业在美国国内对本土汽车行业造成冲击并导致底特律三巨头加剧衰落，因此失业的汽车工人将他们对亚裔的怨恨归因于日本的竞争。
陈果仁被他的友人送至底特律的亨利·福特医院救治。在那里，一名护士表示“他（陈果仁）没有机会了”，“他的大脑已经死亡了”。四天后，陈果仁因伤重宣告不治。
罗纳德·埃本斯和迈克尔·尼兹被以二级谋杀罪起诉，但在1983年其诉状被降格为误杀罪并以此达成认罪协议。他们被各判罚3000美金及三年缓刑，实际上并没有监禁。尽管埃本斯和尼兹并没有否认针对陈果仁的斗殴，但是他们否认这是出于种族主义动机并拒绝承认他们使用了种族仇恨的标语。
过于宽松的判决引发了亚裔美国人的抗议。底特律华人福利理事会（Detroit Chinese Welfare Council）主席说，这相当于“3000美元的猎杀美籍华裔许可证”。随着抗议声浪的扩大，结果此案被视为美国亚裔参与民权运动的关键转折点，同时这也成为美国社会呼吁联邦加强仇恨罪立法的助力。

## 死者简介
陈果仁于1955年5月18日出生于中国大陆的广东省，随后被遗弃在当地孤儿院；其养父母陈炳兴（Bing Hing "David" Chin）和陈余琼芳在1961年收养了他。陈炳兴由于其在第二次世界大战期间对美国的贡献而获准与其妻子陈余琼芳入籍美国的权利，由于陈余琼芳在1949年流产之后便诊断出不育症，于是二人决定收养一名孩子。
在1960年代的大部分时间里，陈果仁在海兰帕克长大。但是由于陈炳兴在1971年遭遇抢劫，随后陈果仁随着他的家庭搬家至奥克帕克。1973年，陈果仁从奥克帕克高中毕业并考入控制数据学院和勞倫斯理工大學。在他被杀时，陈果仁是汽车供应商效能工程公司（Efficient Engineering）的工业制图师，同时他还在弗恩代尔一家名叫金星餐厅（Golden Star Restaurant）的地方兼职。同时，此时的他已经订婚并且结婚的日期定于1982年6月28日。

## 案发经过
这场导致陈果仁被杀害的争斗始于底特律当地的一家脱衣舞俱乐部——“绮丽内裤俱乐部（The Fancy Pants Club）”。当时陈果仁正在这里举办他的单身派对，他即将在8天后完婚。陈果仁对罗纳德·埃本斯同刚刚在他桌上表演过的脱衣舞娘的说话内容感到不满，根据《底特律自由报》记者迈克尔·摩尔（Michael Moore）的报道，埃本斯对那些脱衣舞娘说，“别管那些小杂种，他们根本就没有见识过什么脱衣舞！”
酒吧舞者拉辛·科尔韦尔后来作证说，埃本斯说：“就是因为你们这些小混蛋，我们才失业。”这一声明后来为民权诉讼提供了证据 对抗埃本斯。他后来声称争论不是关于陈的种族，而是关于黑人舞者的酬金。 埃本斯声称陈走到他和尼兹身边，并向他的下巴挥了一拳。 当尼茨为了保护继父而推陈时，冲突升级，陈进行了反击。 一名舞者报告说，埃本斯和陈拿起椅子并开始互相挥舞。尼茨的头部被埃本斯用来攻击陈的椅子划伤。 陈和他的朋友们离开了房间，一名保镖带领埃本斯和尼茨去洗手间清理伤口。 根据埃本斯和尼茨的说法，陈的一位朋友罗伯特·西罗斯基(Robert Siroskey)回到里面使用洗手间并向这群人道歉，称陈因为单身派对喝了几杯酒。 埃本斯和尼茨那天晚上也喝酒了，不过不是在俱乐部，因为俱乐部不提供酒精饮料。
当埃本斯和尼茨离开俱乐部时，他们遇到了在外面等待西罗斯基的陈和他的朋友们。 陈称埃本斯为“鸡屎”，此时尼茨从他的车里取出了一根棒球棒，陈和他的朋友们跑到了街上。 埃本斯和尼茨在附近搜寻了 20 到 30 分钟，并付给另一名男子 20 美元帮助寻找陈，然后在附近的一家麦当劳餐厅找到了他。 Chin 试图逃跑，但被 Nitz 抓住，Ebens 反复用棒球棒殴打 Chin，直到 Chin 的头裂开。 埃本斯在犯罪现场被两名目击殴打事件的休班警察逮捕并拘留。 一名警官说，埃本斯挥舞球棒就像在“打一个本垒打”一样。 其中一名警察迈克尔·加登希尔 (Michael Gardenhire) 呼叫了救护车。 陈被紧急送往亨利福特医院，抵达时已处于昏迷状态。 他再也没有恢复知觉，四天后即 1982 年 6 月 23 日去世。 陈果仁当时只有27岁。

## 诉讼裁决
国家刑事指控
埃本斯和尼茨被指控犯有二级谋杀罪，但接受了认罪协议，将指控减少为过失杀人罪。他们被韦恩县巡回法官查尔斯·考夫曼判处三年缓刑，并被勒令每人支付 3,000 美元罚款和 780 美元法庭费用，但没有入狱。
考夫曼解释说，他对埃本斯和尼茨的轻判是基于埃本斯和尼茨没有犯罪记录、他们在社区中的稳定性以及他认为两人不会继续伤害其他人的观点。 他在为自己的决定辩护时说，埃本斯和尼茨“不是那种你送进监狱的人”，并且“你不会让惩罚与罪行相适应；你会让惩罚与罪犯相适应”。考夫曼辩称，这次袭击是“显然是陈先生发起的一场战斗的延续”，如果该事件是自卫，埃本斯和尼茨“不会犯下任何罪行。”考夫曼 第二次世界大战期间曾是日本关押的战俘，但否认任何反亚洲情绪影响了他的裁决。
底特律自由报在一篇社论中指出，“对陈案的整体处理似乎随意得令人不安”，并评论了量刑时提供的证据有限、因辩诉交易而减少的指控、听证会上缺乏检察官为自己辩护。 更严厉的判决，以及考夫曼无视判刑前报告的监禁建议。 社论的结论是，“结果是一个让陈果仁的生命显得廉价、刑事司法系统要么冷酷要么反常的过程”。 
对埃本斯和尼茨的宽大判决激怒了底特律地区和美国各地的亚裔美国人社区，他们认为这是公众对针对亚裔美国人的种族主义漠不关心的表现。 底特律华人福利委员会主席表示，这一判决相当于“发放 3,000 美元杀害”华裔美国人的许可证。 全国各地的其他人也受到激励，纷纷采取行动。 美国正义公民组织 (ACJ) 成立是为了抗议判决，并开始努力争取司法上诉。ACJ 很快获得了不同种族和宗教团体、倡导组织以及底特律市议会主席和国会议员约翰·科尼尔斯等政治家的支持。 
联邦民权指控
政府官员、政治家和几个著名的法律组织驳斥了民权法应适用于陈的死亡的理论。 美国公民自由联盟和全国律师协会底特律分会并不认为陈被杀侵犯了他的民权。 起初，ACJ 是唯一支持将现有民权法适用于亚裔美国人的团体。 最终，国家律师协会的国家机构认可了其努力。 
记者 Helen Zia 和律师 Liza Chan 领导了联邦指控的斗争，其结果是两名凶手被指控犯有《美国法典》第 18 章下两项侵犯 Chin 公民权利的罪名。 
1984 年针对这些人的联邦民权案件认定埃本斯犯有第二项罪名，并判处他 25 年监禁； 尼茨的两项罪名均被宣告无罪。 1986 年，埃本斯的定罪被推翻——联邦上诉法院发现 ACJ 的一名律师对证人进行了不当指导。陈的朋友 Jimmy Choi 起初支持 Ebens 的观点，即没有种族仇恨或辱骂，并且陈扔了一把椅子，导致 Nitz 受伤，但他在会见 ACJ 律师后改变了自己的说法。 
判决后，ACJ 再次动员向司法部施压，要求在辛辛那提进行重审。 美国地区法官安娜·迪格斯·泰勒解释说，由于围绕此案的“宣传饱和”，埃本斯无法在底特律大都会受到“公平和公正的审判”。 这次审判的陪审团主要是白人和男性，结果埃本斯的所有指控均被无罪释放。
民事诉讼
1987 年 3 月，针对陈非法死亡的民事诉讼在庭外和解。Michael Nitz 被判支付 50,000 美元。 罗纳德·埃本斯 (Ronald Ebens) 被勒令支付 150 万美元，前两年每月 200 美元，此后支付其收入的 25% 或每月 200 美元，以较高者为准。 这代表了陈的工程职位的预计收入损失，以及 Lily Chin 失去 Vincent 作为工人和司机的服务。埃本斯离开该州，并于 1989 年停止付款。
1989 年 11 月，埃本斯再次出庭参加债权人听证会，他详细介绍了自己的财务状况，并据报道承诺偿还欠陈家的债务。 然而，在1997年，陈家被迫重新提起民事诉讼，因为它被允许每十年进行一次。加上应计利息和其他费用，调整后的总额变为 4,683,653.89 美元。 埃本斯于 2015 年寻求撤销对其房屋的留置权。

## 案件后续
陈果仁被葬于底特律的森林草坪公墓（Forest Lawn Cemetery）。
为了避免回忆起这起谋杀案，陈果仁的母亲陈余琼芳在1987年9月从橡树公园搬回了她的故乡广州市。2001年下半年，陈余琼芳因病回到美国治疗；2002年6月9日，她病重不治。在她去世之前，陈余琼芳建立了一个纪念陈果仁的奖学金并委托美国公民正义组织（American Citizens for Justice）负责管理。2010年，密歇根州芬代尔市在伍德沃德大道和九英里路的交叉口竖立了一个里程碑标记，以纪念陈被杀。 
一些亚裔美国人引用陈的案例来支持这样一种观点，即他们被视为“永远的外国人”，而“真正的”美国人则被视为完全公民。 陈余琼芳 (Lily Chin) 表示：“我的儿子像动物一样被殴打，而凶手却没有入狱。如果这种事发生在中国，[埃本斯和尼茨]就会被送上电椅。这就是自由和民主？为什么？”难道不是每个人都是平等的吗？”以及“这是什么样的法律？这是什么样的正义？因为我的儿子是中国人，如果两个中国人杀了一个白人，他们就必须入狱，也许他们会被判无期徒刑。。。” 这个国家出了问题。
这次袭击被许多人认为是仇恨犯罪，但它发生在美国仇恨犯罪法通过之前。 社会学家梅根·A·伯克 (Meghan A. Burke) 写道，陈的被杀促使美国历史上第一次成立了激进联盟和共同的泛亚裔认同感。 此案后来被视为亚裔美国人民权参与的转折点，也是加强联邦对仇恨犯罪立法的号召。

## 媒体关注

### 纪录片
| 片名           | 导演                    | 制片公司                       | 公映日期      | 备注 |
| -------------- | ----------------------- | ------------------------------ | ------------- | --- |
| 谁杀了陈果仁？ | 崔明慧 芮妮·塔吉玛-佩纳 | 即时新闻电影基金会 WTVS        | 1989年7月16日 | 本片获得了夏威夷国际电影节最佳纪录片、国际纪录片协会IDA纪录片奖和皮博迪奖；并曾提名奥斯卡最佳纪录片及圣丹斯电影节评委会大奖。 |
| 谁是陈果仁？   | 托尼·林                 | 亚太裔美国人促进会 托尼·林影业 | 2009年4月4日  | |
| 放下屠刀 （）  | 不详                    | 探索频道                       | 2013年7月25日 | 属于罪案电视系列纪录片《致命遭遇（Fatal Encounters）》的一集。                                                                                |

## 延伸阅读
- Yip, Alethea. . 亚洲人周刊（英语：AsianWeek）. 1997-06-13  [2020-10-08]. （原始内容存档于2010-03-10）.

- 陈果仁案，存档于（存檔日期 2002-08-23）

- 吴华扬. . 韦恩州立大学.   [2020-10-08]. （原始内容存档于2021-02-28）.

- Jones, Shannon. . 世界社会主义网站. 2012-06-23  [2020-10-08]. （原始内容存档于2020-04-25）.